# Daniel Dutra da Silva
 Daniel Dutra da Silva  (nacido el 5 de julio de 1988) es un tenista profesional brasilero. Nació en la ciudad de São Paulo. 
Es el hermano menor de Rogério Dutra da Silva.

## Carrera
Su mejor ranking individual es el N.º 207 alcanzado el 15 de agosto de 2022, mientras que en dobles logró la posición 240 el 3 de octubre de 2022.
No ha logrado hasta el momento títulos de la categoría ATP ni de la ATP Challenger Tour, aunque sí ha obtenido varios títulos Futures tanto en individuales como en dobles.
Al 18 de julio de 2024 se encuentra en la posición 360 del Ranking ATP.

## Títulos Challenger; 1 (0 + 1)
| Leyenda               | Individuales | Dobles |
| --------------------- | ------------ | ------ |
| ATP Challenger Series | 0            | 1      |

### Dobles
| No. | Fecha      | Torneo                 | Superficie    | Pareja        | Rival en la final                | Resultado |
| 1.  | 14.01.2023 | Challenger de Tigre II | Tierra batida | Oleg Prihodko | Chung Yun-seong Christian Langmo | 6-2, 6-2  |